# Église du couvent des Pères Carmes de Bruxelles
 (août 2020).
 (août 2020).
L'église du couvent des Pères Carmes de Bruxelles est une église de style néogothique lombard. 
Elle a été commanditée par le père Pierre d’Alcantara et sa construction a commencé en 1860 avec l'architecte Menge. Pour la continuité du projet, l’implication de l’architecte Appelmans a été nécessaire. En ce qui concerne l'intérieur, c'est l'architecte Cuypens qui a entamé les travaux. En 2010, l’église a connu d’importants travaux de rénovation en façade.

## Histoire
La présence de l’Ordre des Carmes déchaussés à Bruxelles est attestée dès le XVIIe siècle dans la rue des Petits Carmes avec la construction d'un couvent et d'une église. Cependant, lors de la suppression de l’Ordre en 1796, les deux bâtiments seront détruits. Ce n'est qu’en 1852, soit un demi-siècle plus tard, que l’Ordre des Carmes déchaussés est reformé à Bruxelles. La communauté décide alors d’acheter en 1857 une parcelle très inclinée le long de la nouvelle artère créée par la disparition de la Seconde Enceinte : l'avenue de la Toison d’Or. L’actuelle église des pères de Carmes est alors rebâtie. Un nouveau couvent sera aussi reconstruit avec  un grand jardin et une relation directe avec le couvent des Thérésiens situé rue aux Laines. À la fin des travaux du nouveau couvent, une structure en fonte est placée à l’entrée de l’église par l’architecte Chameau en 1881 mais l’auvent a disparu durant le XXe siècle. Le jardin du couvent est cédé en 1962 pour permettre la construction de la Galerie Porte Louise. Pour la suite, c’est le couvent qui est démoli pour laisser place à la Galerie Espace Louise. De nos jours, il ne reste plus qu’un petit couvent situé derrière l’église et complètement entouré par le complexe commercial. Le couvent a été réalisé par les architectes Jacques Cuisinier & Serge Lebrun

## Architecture

### L'extérieur
La façade tripartite est inspirée du style gothique lombard, comme c'est la mode à la fin du XIXe siècle dans la jeune Belgique. Le courant néogothique de caractère national et romantique, est apparu au XVIIIe siècle en Angleterre, et au début du XIXe siècle sur le continent. En Belgique, cette forme d’éclectisme décoratif  a connu une faveur particulière en architecture. La porte d’entrée en bois est prise dans un encadrement, précédé d’un double escalier dont certains éléments sont en pierre bleue et le soubassement en grès jaune d’origine vosgienne. Sur cette porte, le blason et les banderoles portant la devise du Carmel sont indiqués. 
La façade en brique est recouverte de matériaux pauvres, les éléments décoratifs sont en ciment moulé et enduits à la chaux. Des matériaux plus nobles ont été utilisés dans les parties supérieures. Les pinacles et couvre-murs sont en pierre de Bourgogne.

En forme de pignon droit muni de petites arcatures, la façade est légèrement incurvée laissant ainsi place au double escalier. La légère courbe est composée de trois parties. Chacune d’elles est délimitée par des pilastres décorés de chapiteaux et de petites colonnettes à certains endroits. Ces pilastres sont surmontés de pinacles. La portion centrale est couronnée par La Vierge du Mont Carmel. Quant aux portions latérales, celle de gauche est ornée par une sculpture de Saint Joseph et celle de droite par une sculpture de sainte Thérèse d’Avila qui sont les deux saints patrons de l’église. Au milieu de la façade marquée par un cordon qui s’étend horizontalement, se trouve une rosace aveugle surmontant la porte et coiffée d’un arc en plein cintre.

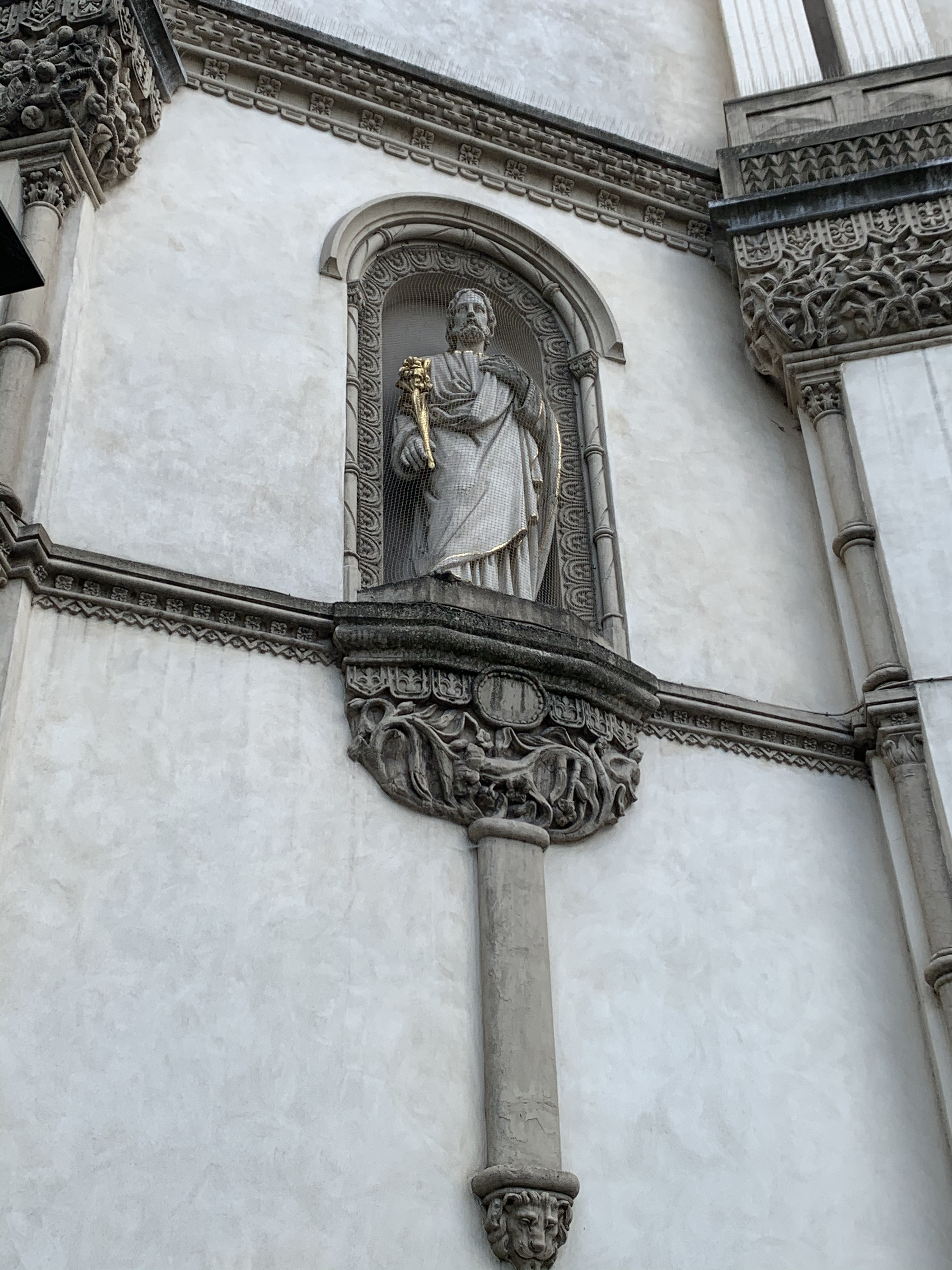
Sculpture Joseph de Nazareth et son Lys
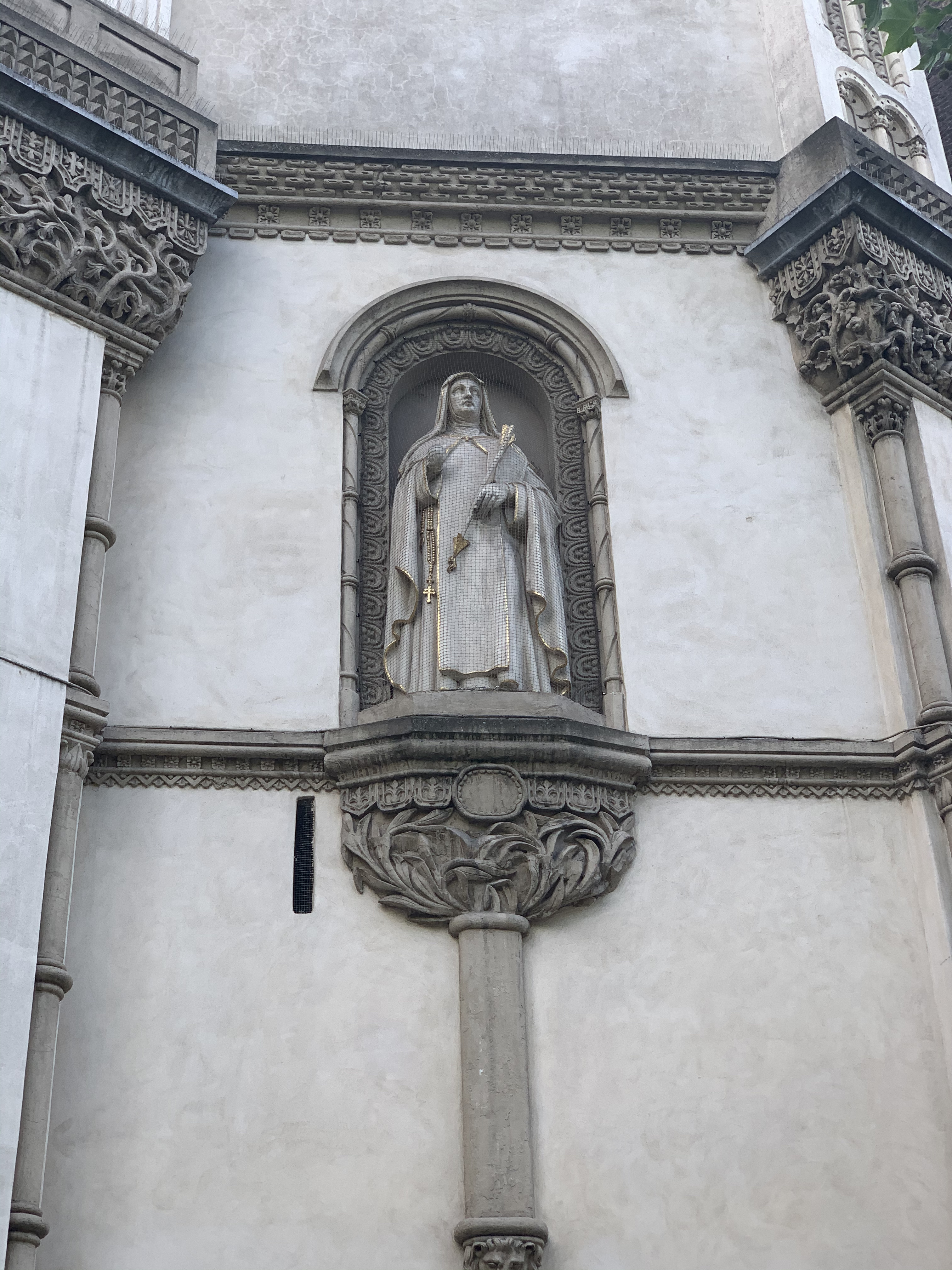
Sculpture sainte Thérèse d'Avila

### L'intérieur
Les travaux intérieurs sont achevés par l’architecte P. Cuypers. L’intérieur est composé d’un vaisseau et de larges nefs latérales de sept travées. Les colonnes à chapiteau feuillagé sont surmontées d’arcades en plein cintre. Aujourd’hui, les fenêtres hautes des arcs en plein cintre sont aveugles. Au niveau des nefs latérales se trouvent des niches sous chaque vitrail des arcs en plein cintre. Les premières et dernières niches de chaque côté ont été ouvertes pour offrir un accès au couloir menant au couvent situé derrière l’église. À l’époque, l’église était très polychrome et on a gardé des traces de cette polychromie intérieure sur le sol mais aussi dans les arcs et les chapiteaux. Cette diversité de couleurs s’est perdue à la suite des travaux de rénovation faits dans les années 1950.
En 2011, le frère Carme déchaussé Serafino Melchiorre de Rome a réalisé le chemin de croix en céramique qui décore les murs des nefs latérales. À côté de la nef latérale droite (dans le couloir menant à l’ancien couvent) a été montée une exposition permanente qui propose une promenade consacrée à la vie et la doctrine de Thérèse de Lisieux.
Le 21 septembre 2014, une plaque commémorative de Jérôme de la Mère de Dieu est placée à l’intérieur par le père Saverio Cannistra et le père Fernando Millán Romeral pour célébrer le quatrième centenaire du décès du père Gracián. Cette plaque a été réalisée par l'iconographe Fabio Nones de Trente en Italie et remplace ainsi le tombeau de Jérôme Gracián qui a été supprimé avec la destruction de l'église des Grands Carmes durant le XIXe siècle

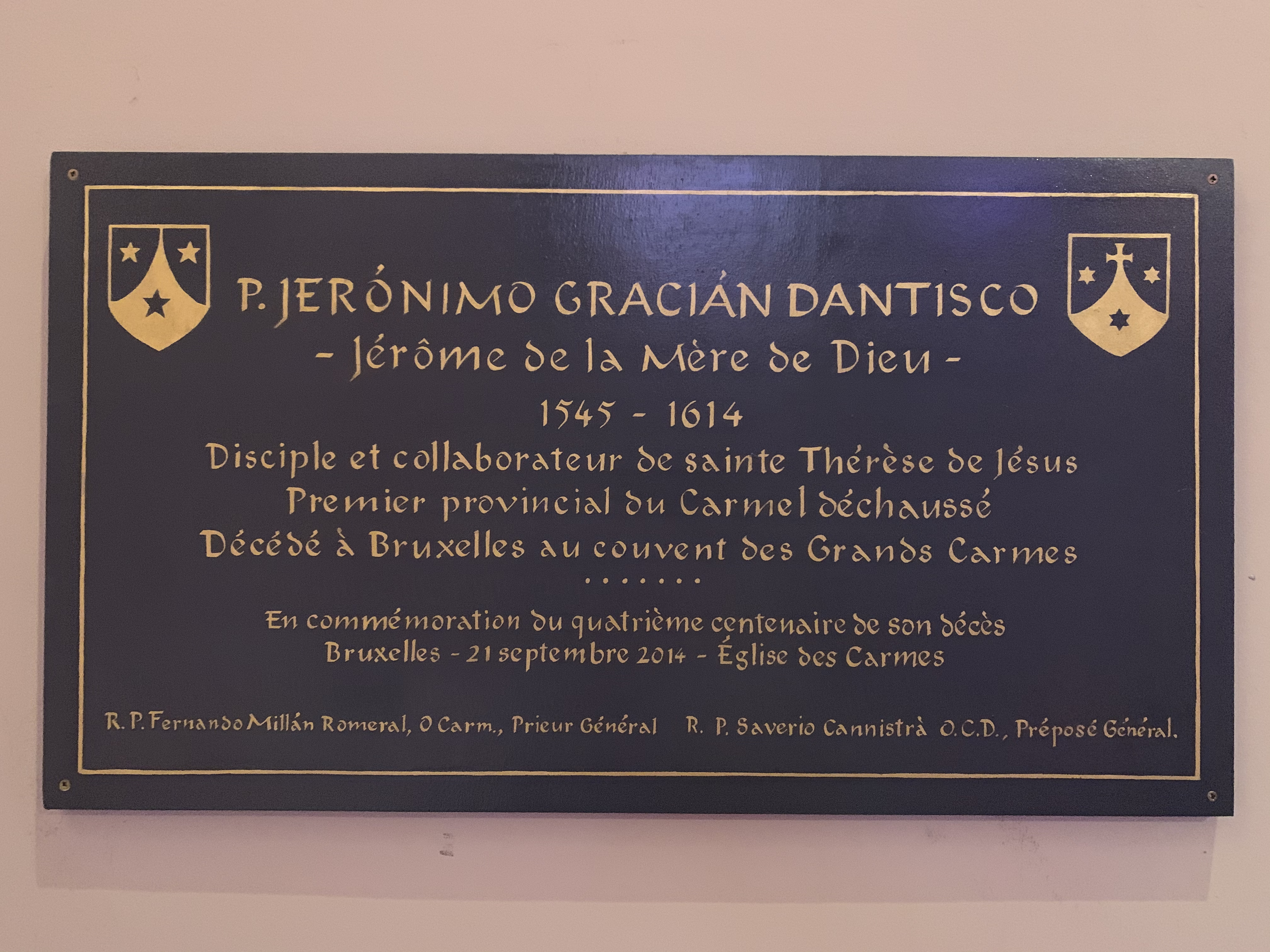
Plaque de commémoration de Jérôme de la Mère de Dieu

Au niveau du narthex, on trouve le porche intérieur fait en bois d’une forme pentagonale. Il supporte au-dessus de lui le jubé à l’aide de poutres néogothiques. Au cours de son histoire, le jubé n’a subi qu’une légère transformation au niveau de son garde de corps. Lors des travaux de rénovation, il a perdu sa rampe en bois initialement installée pour accueillir une rampe en métal plus sobre. Depuis 1869, le jubé accueille un grand orgue.

### L'orgue
Cet instrument de musique a été conçu par Merklin-Schütze. Il a connu, lui aussi, quelques travaux dont une rénovation et un agrandissement en 1934 et en 1962 réalisée par E.A. Roethinger mais aussi une rénovation ainsi qu’un agrandissement en 2000 réalisés cette fois-ci par Patrick Collon à la Manufacture d’orgues de Bruxelles.
Lors de son deuxième agrandissement, réalisé par Roethinger en 1962, l’objectif du facteur d’orgue était de mélanger l’orgue actuel dit romantique, qui se développait en même temps que le romantisme, et l’orgue dit classique qui était revenu aux goûts du jour après son déclin au début du XIXème siècle. De plus, cette transformation a permis de moderniser l'instrument grâce aux améliorations importantes des techniques d’assemblages et de montages.
En 131 ans, cinq organistes se sont succédé aux commandes de l’église des Carmes de Bruxelles: Alphonse Mailly de 1869 à 1900, A. De Boeck de 1900 à 1921, L. Joos de 1921 à 1962. J. Rotthier sera aux claviers de l’orgue jusqu’en 2003. Le cinquième et actuel organiste de l’église est Guy Van Waas âgé de 72 ans, il a connu tous les changements que l’église a rencontrés.

### Les vitraux
Au sommet du chœur de l’église, on peut compter sept vitraux du XIXe siècle. Sur le côté droit et le côté gauche du chœur,  quatre vitraux représentent chacun un ange. Sur la partie centrale, se trouvent également trois vitraux. Le premier représente aint Thérèse d’Avila. Le deuxième met en scène Notre-Dame du Mont-Carmel (la Vierge Marie) remettant le scapulaire au saint Simon Stock. Le troisième représente Jean de la croix.
Dans le reste de l’église, les vitraux des côtés sont faits de béton et de verre éclaté. Ils ont été fabriqués en 1959 par les moines bénédictins de Fleury à Saint-Benoît-sur-Loire selon les dessins réalisés par le frère Eloi Devaux de l’abbaye de la Pierre-qui-Vive.

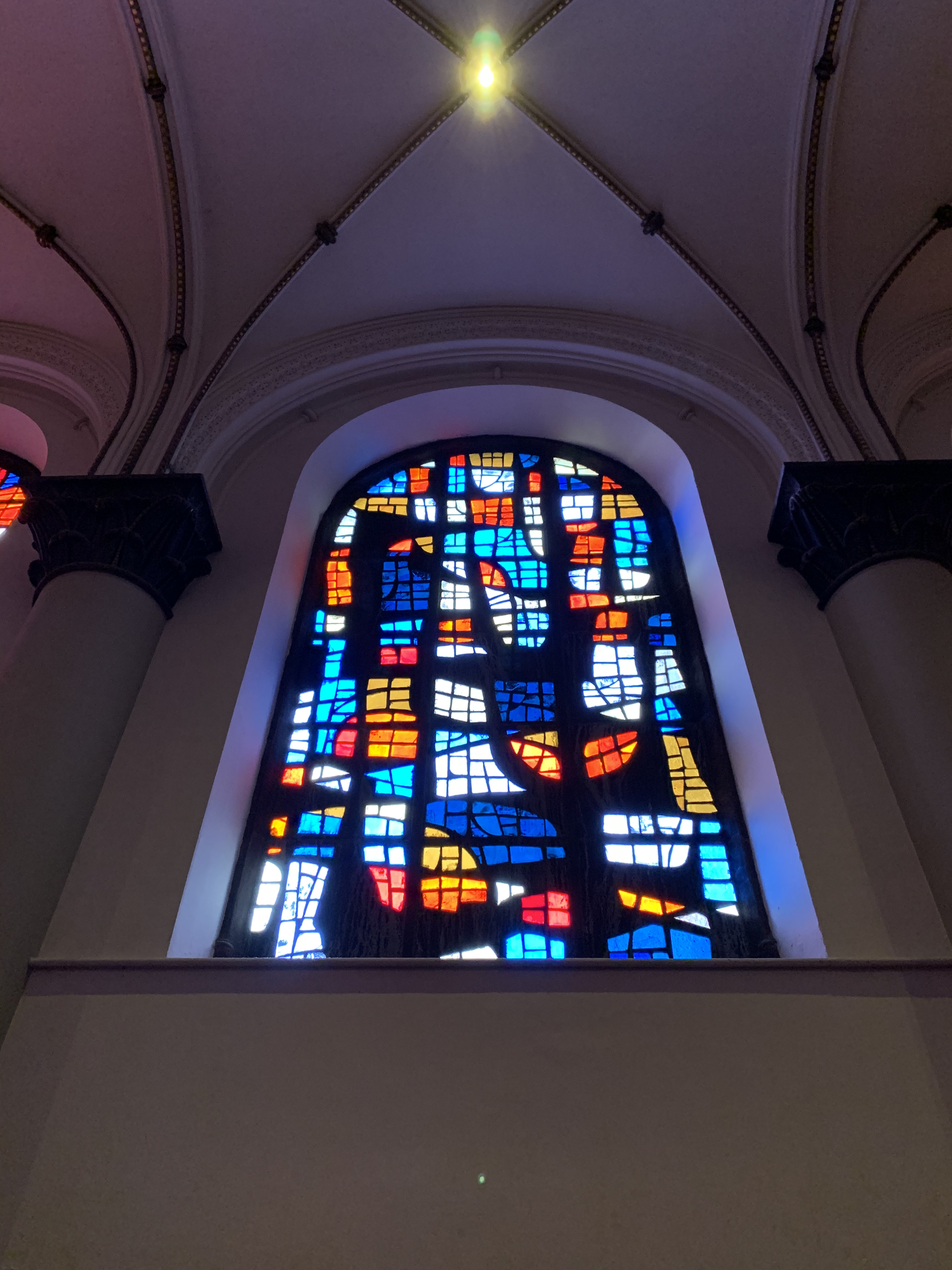
Vitrail des nefs latérales.

## Galerie

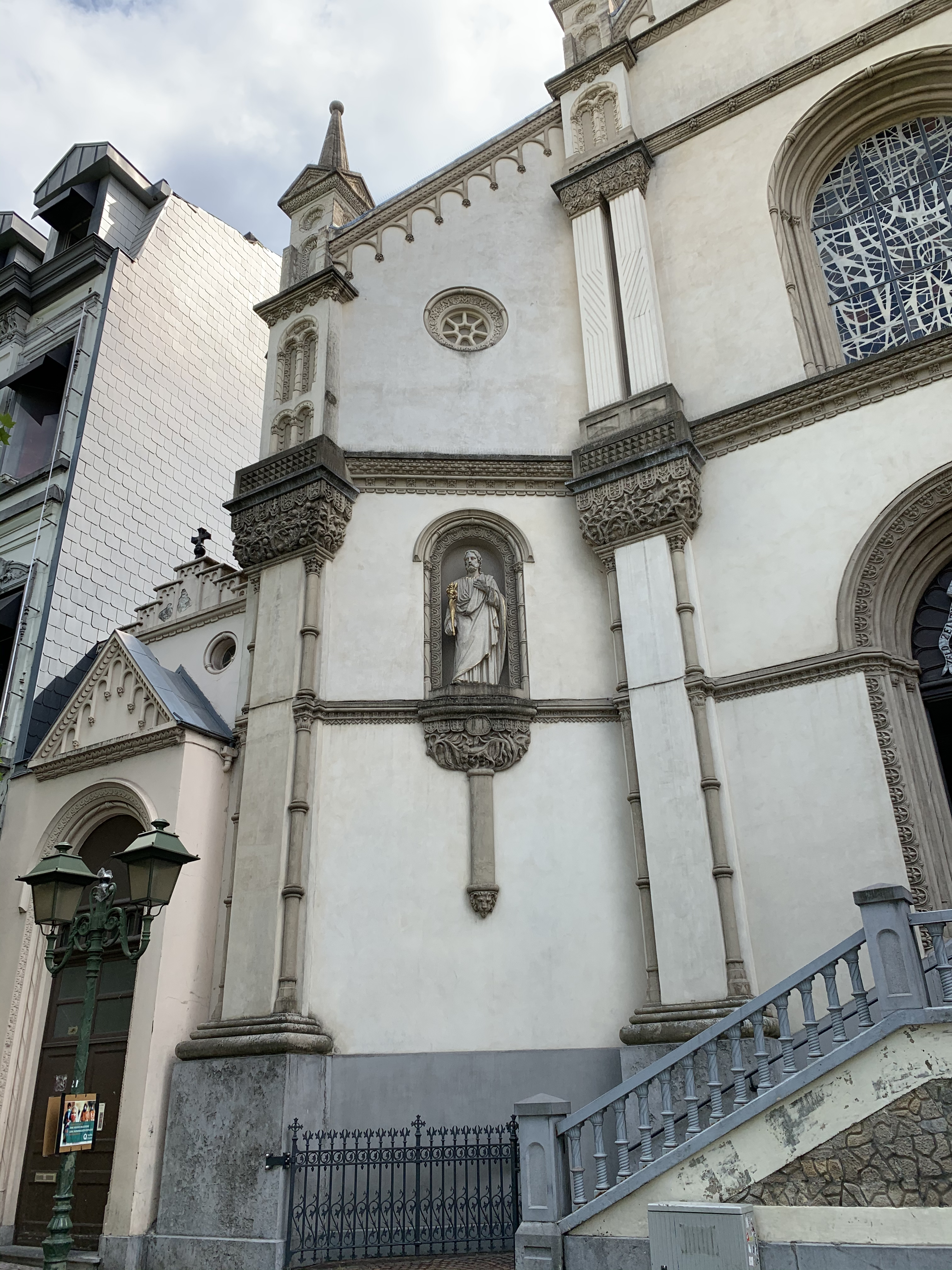
Partie gauche de la façade.
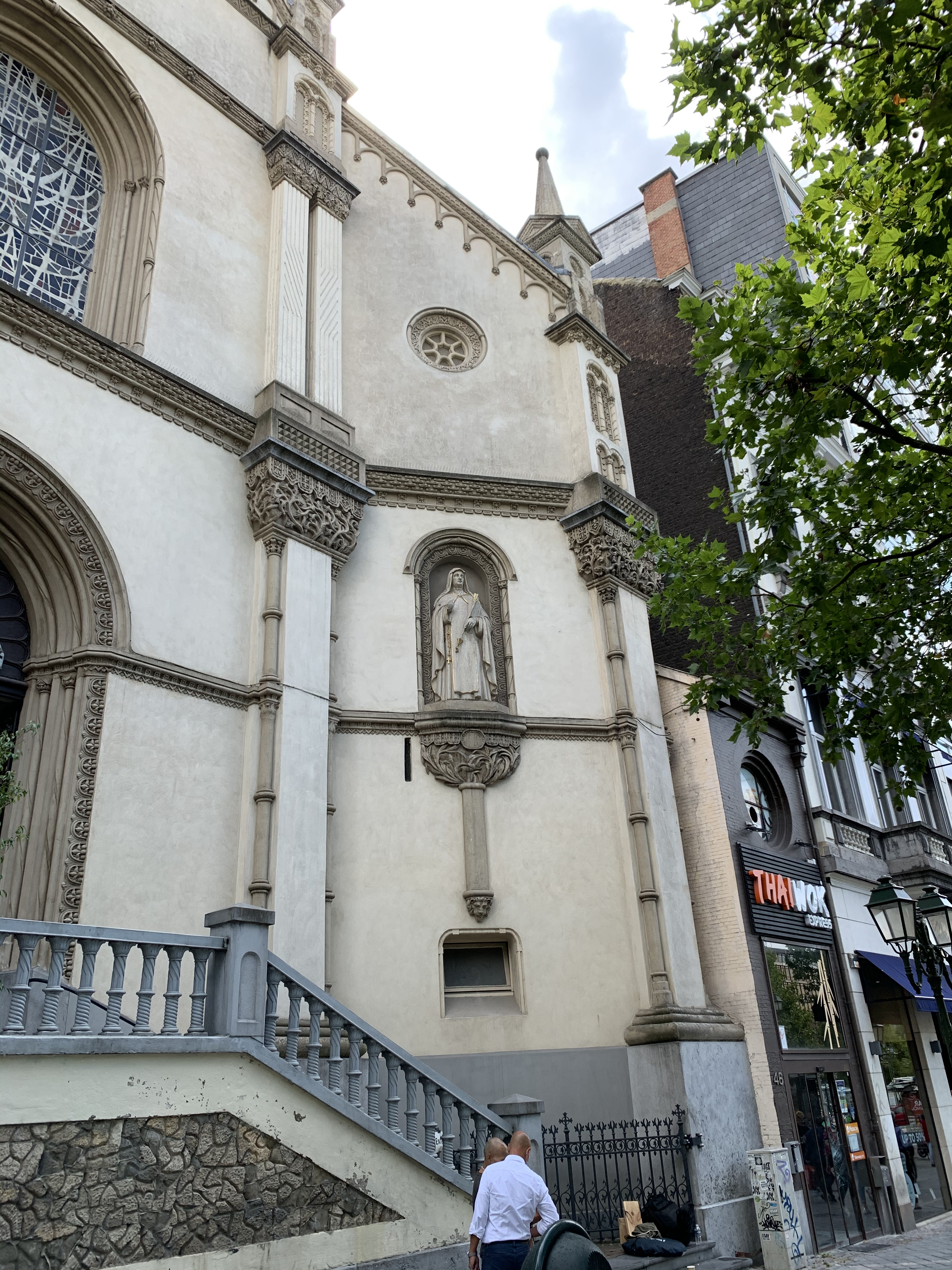
Partie droite de la façade.
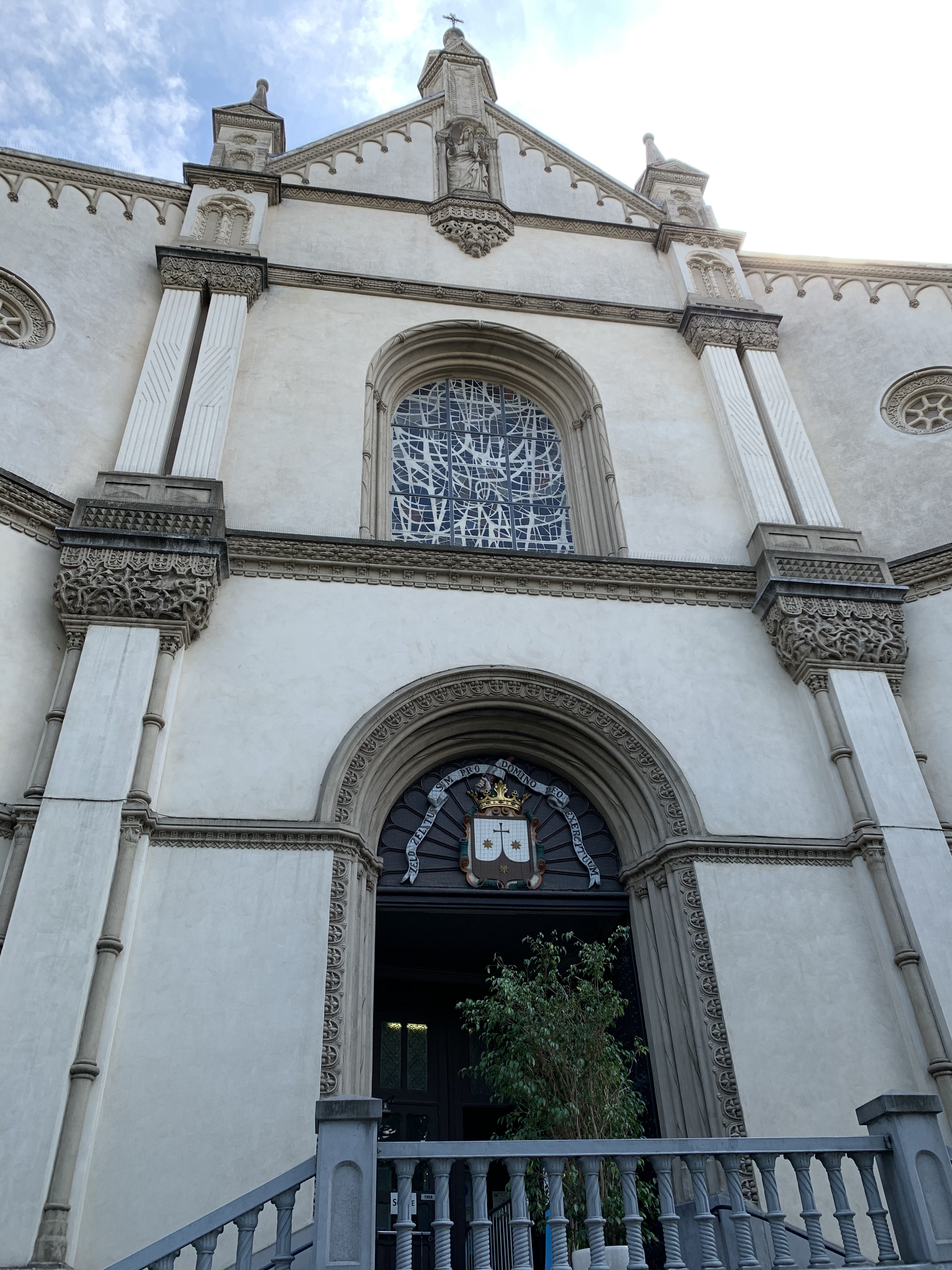
Partie centrale de la façade.
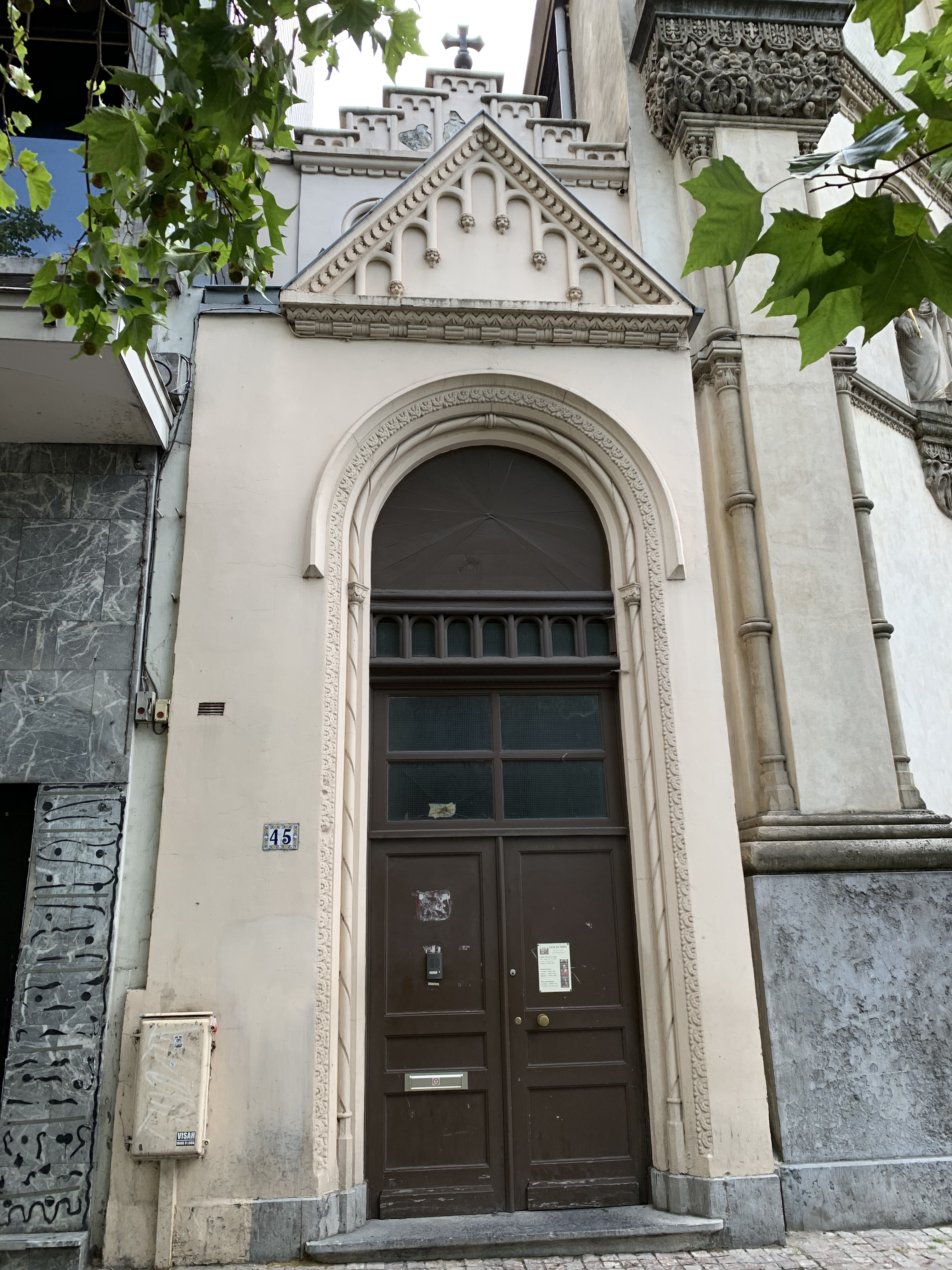
Entrée extérieure du couvent.
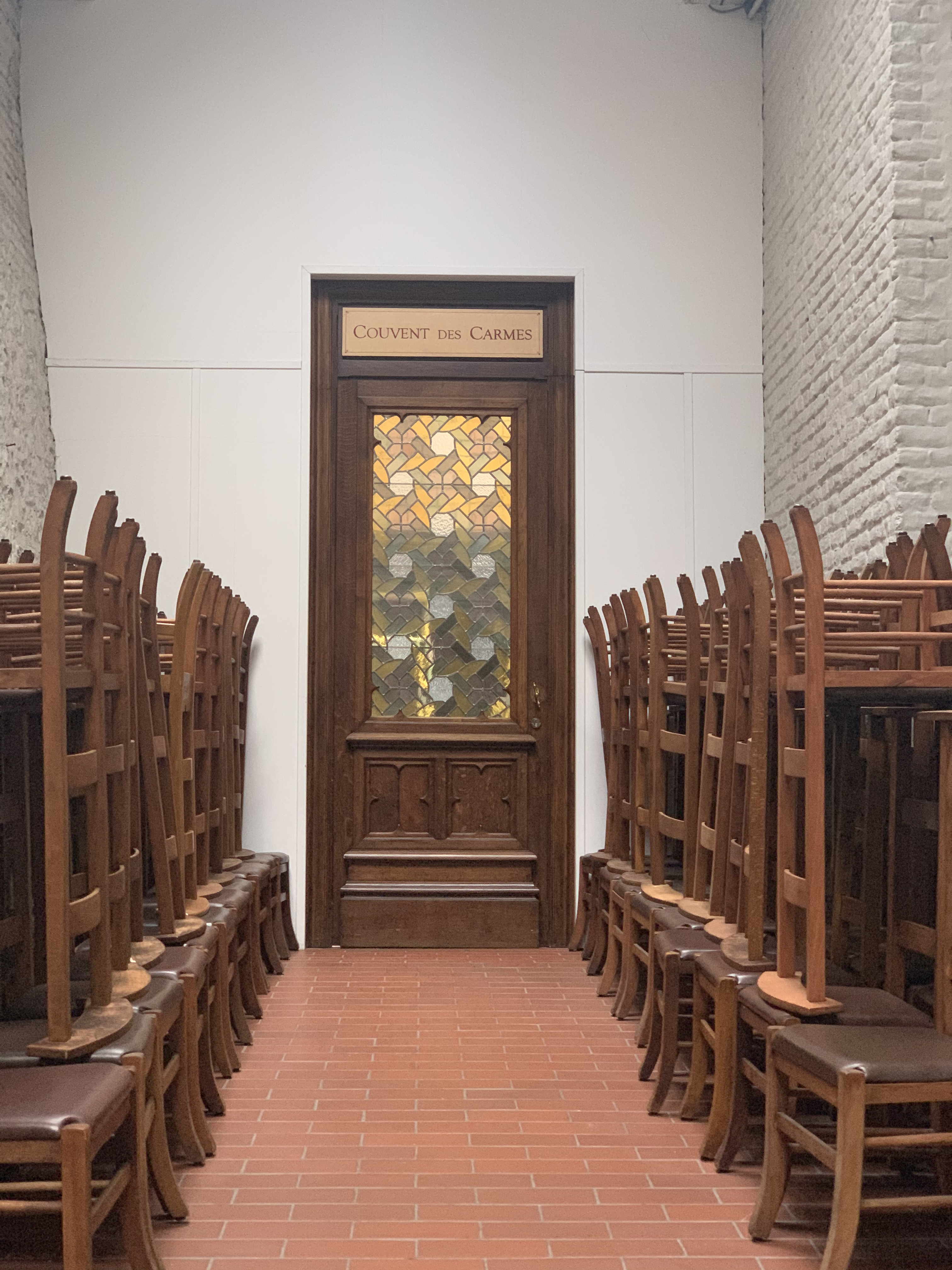
Entrée intérieur du couvent.
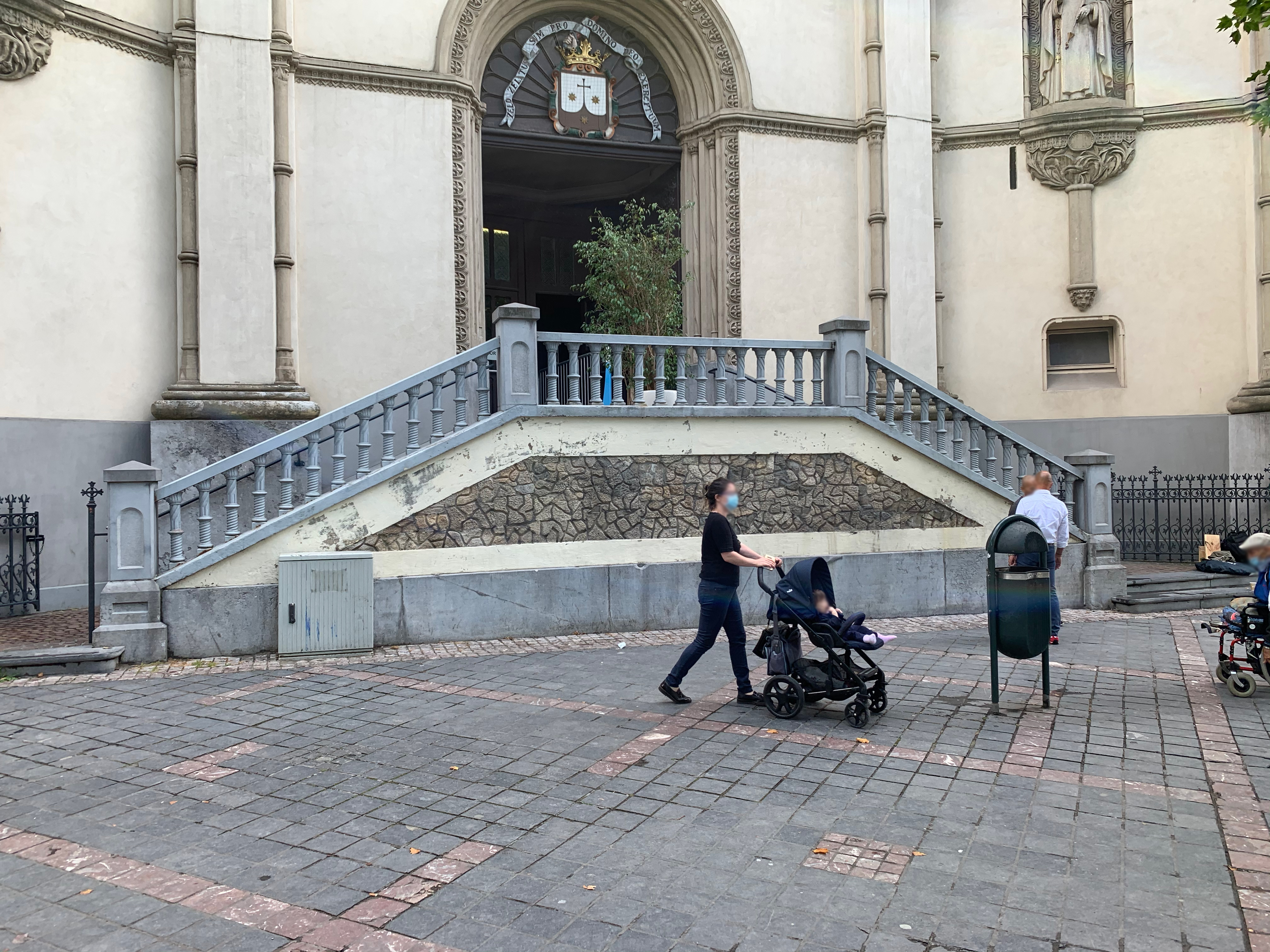
Escalier d'entrée.
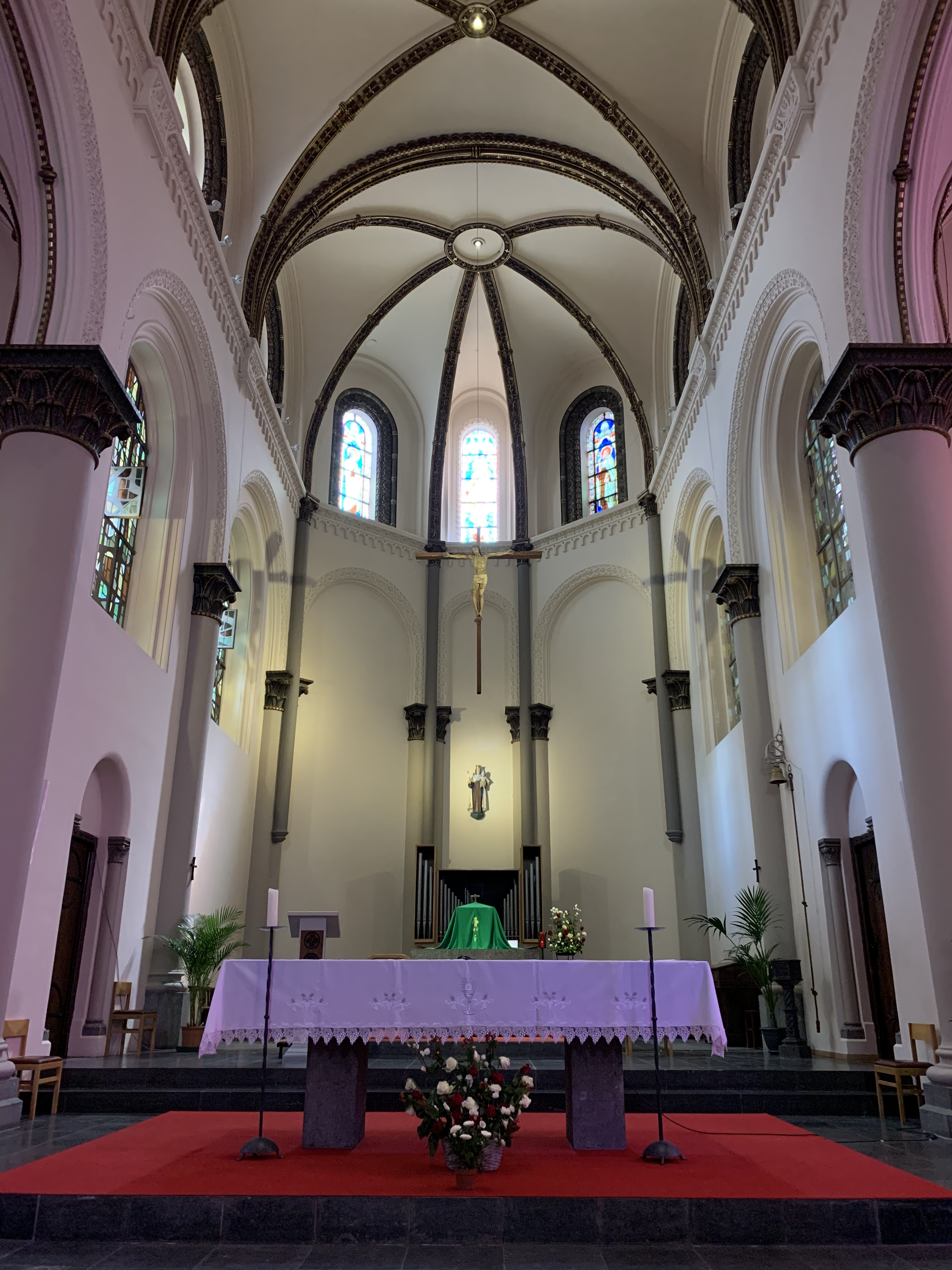
Choeur.
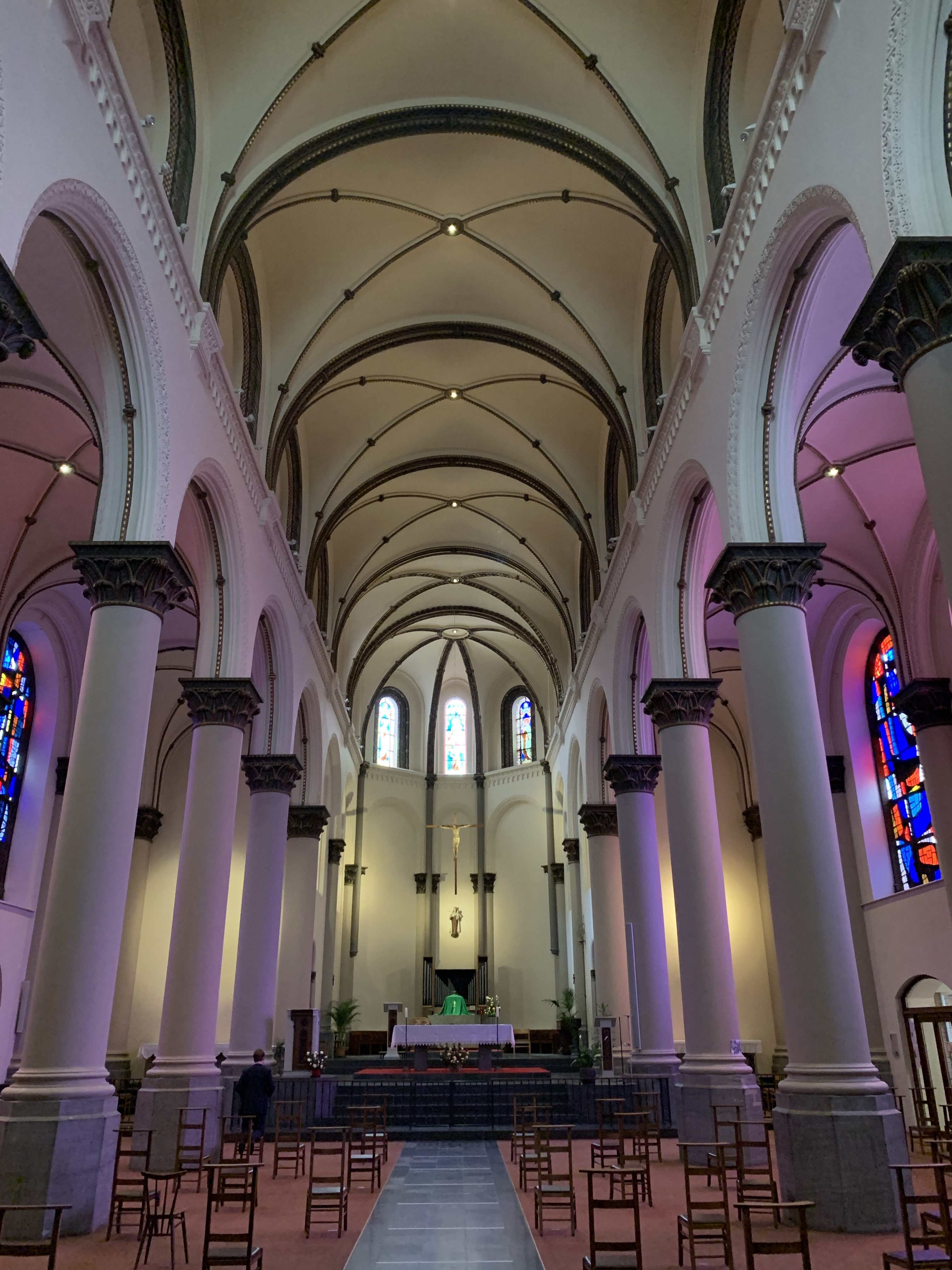
Nef centrale.
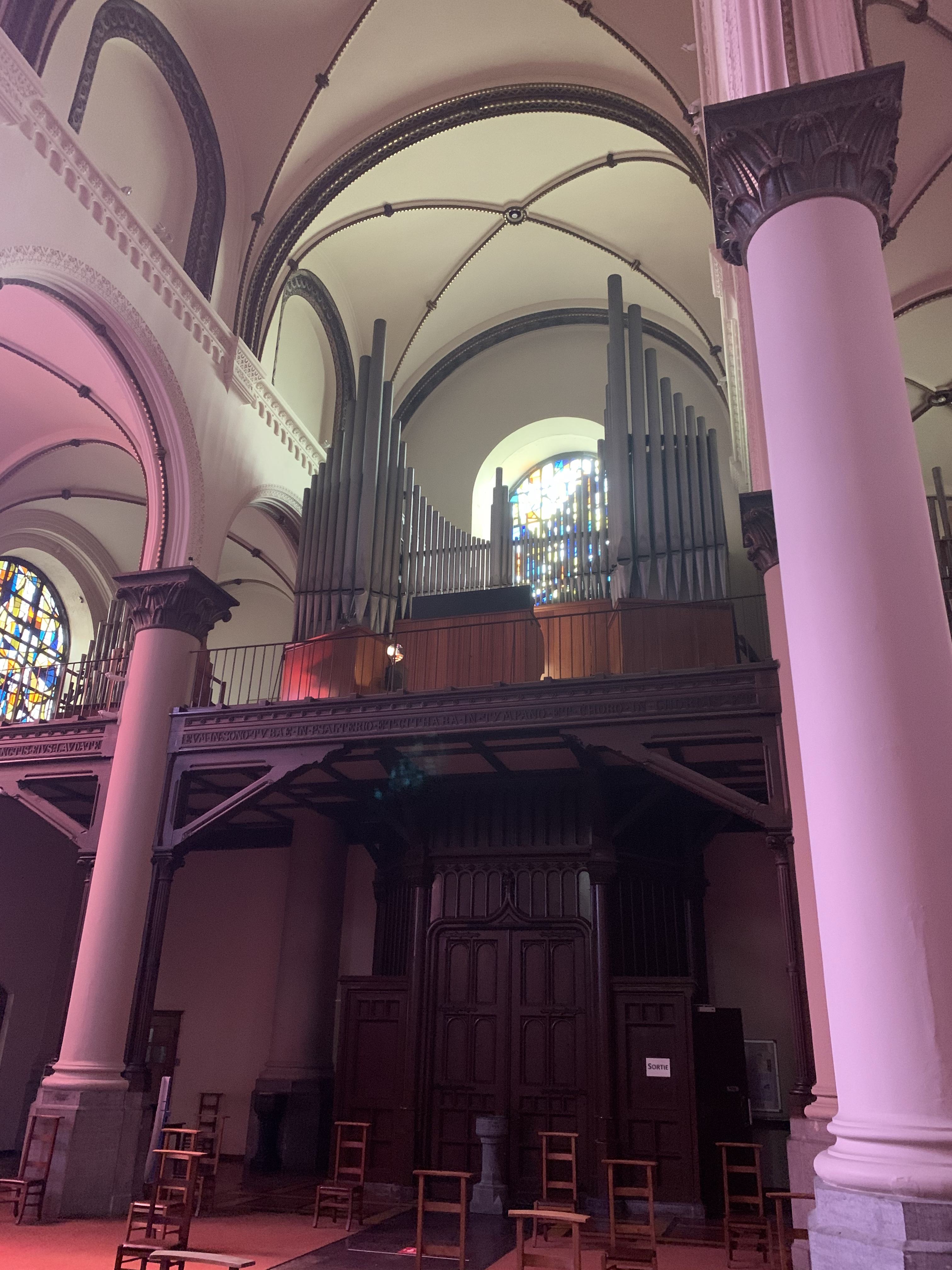
Jubé.
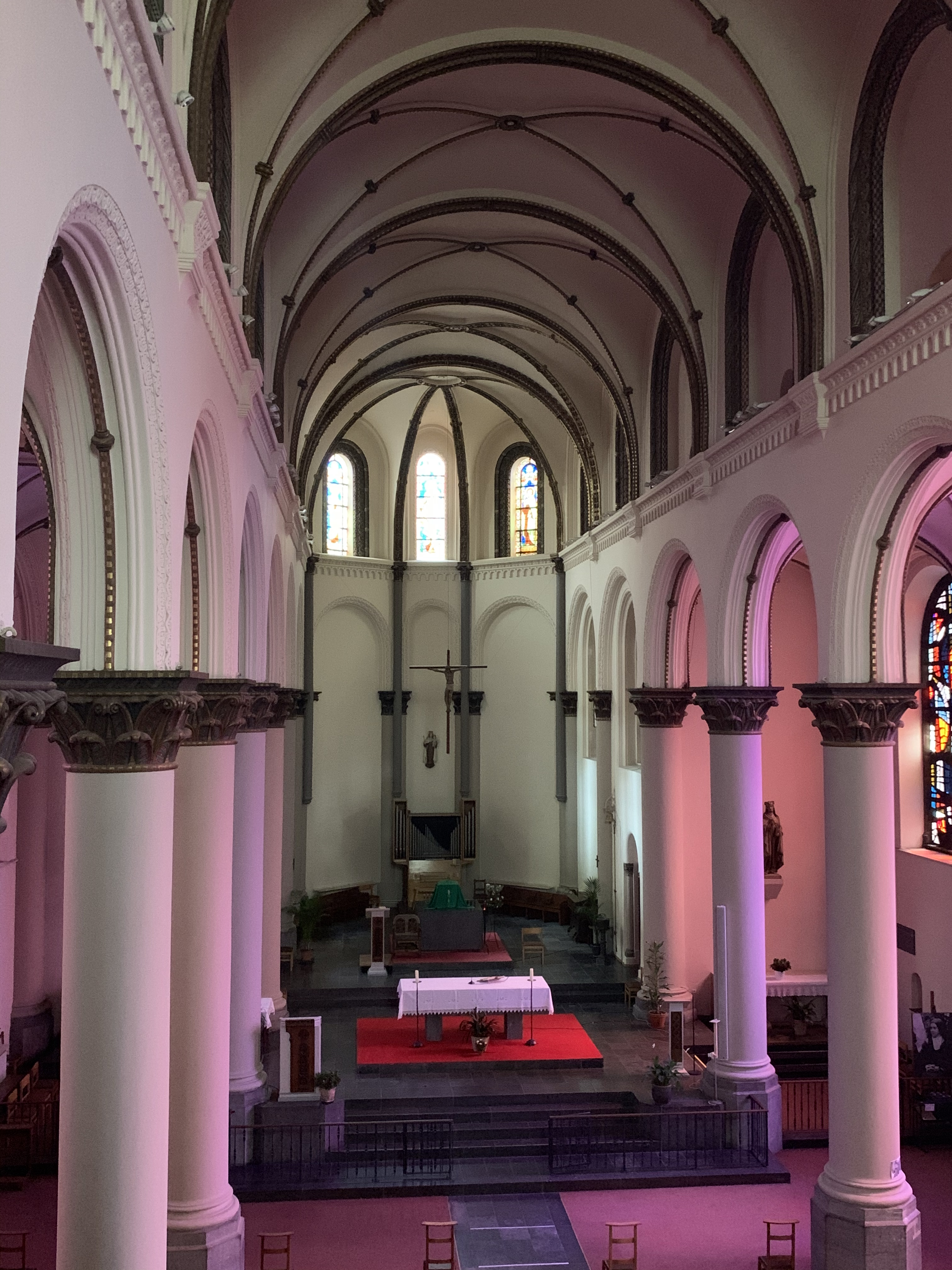
Nef centrale depuis le jubé.
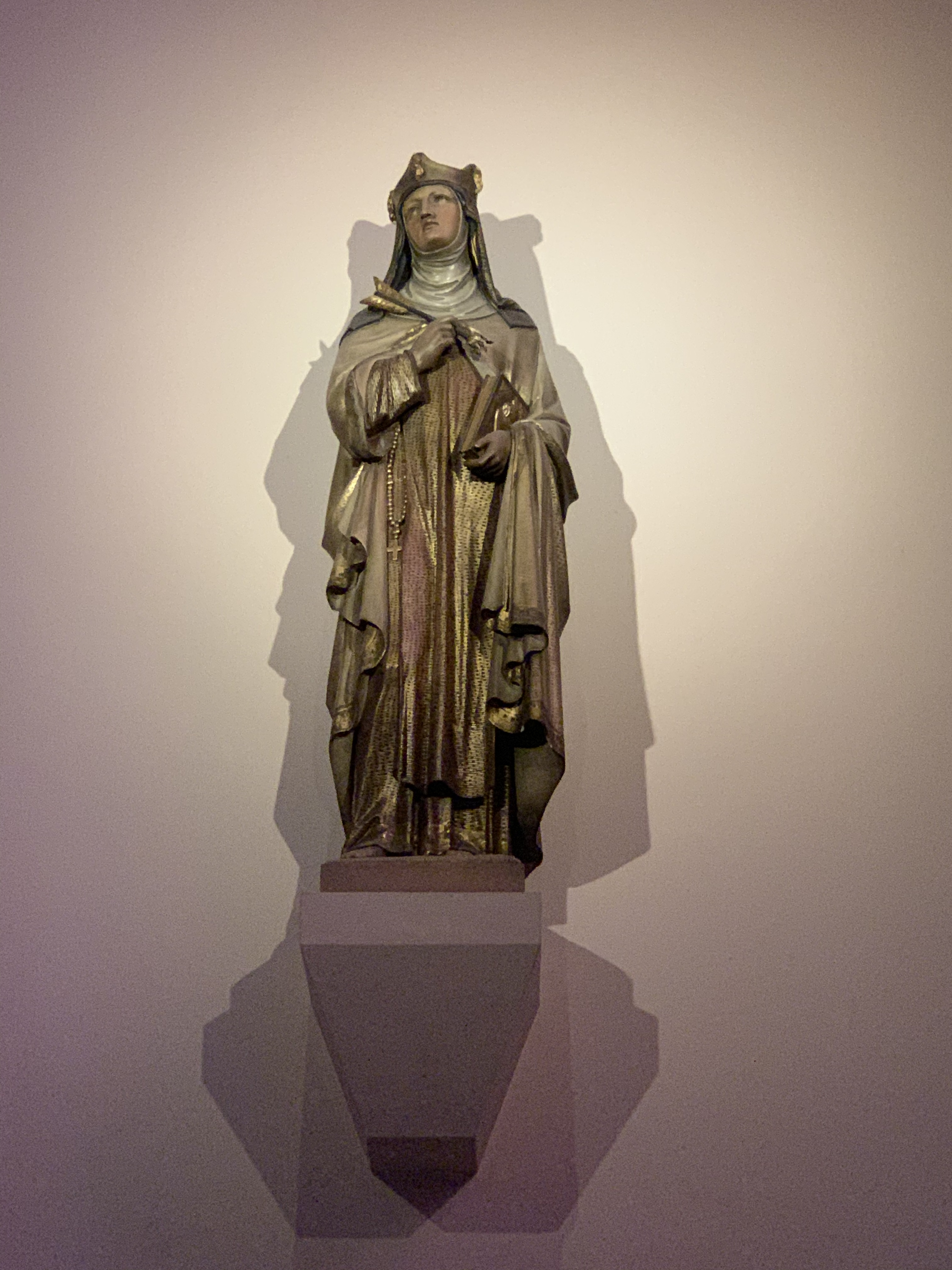
Statue de Saint Thérèse.
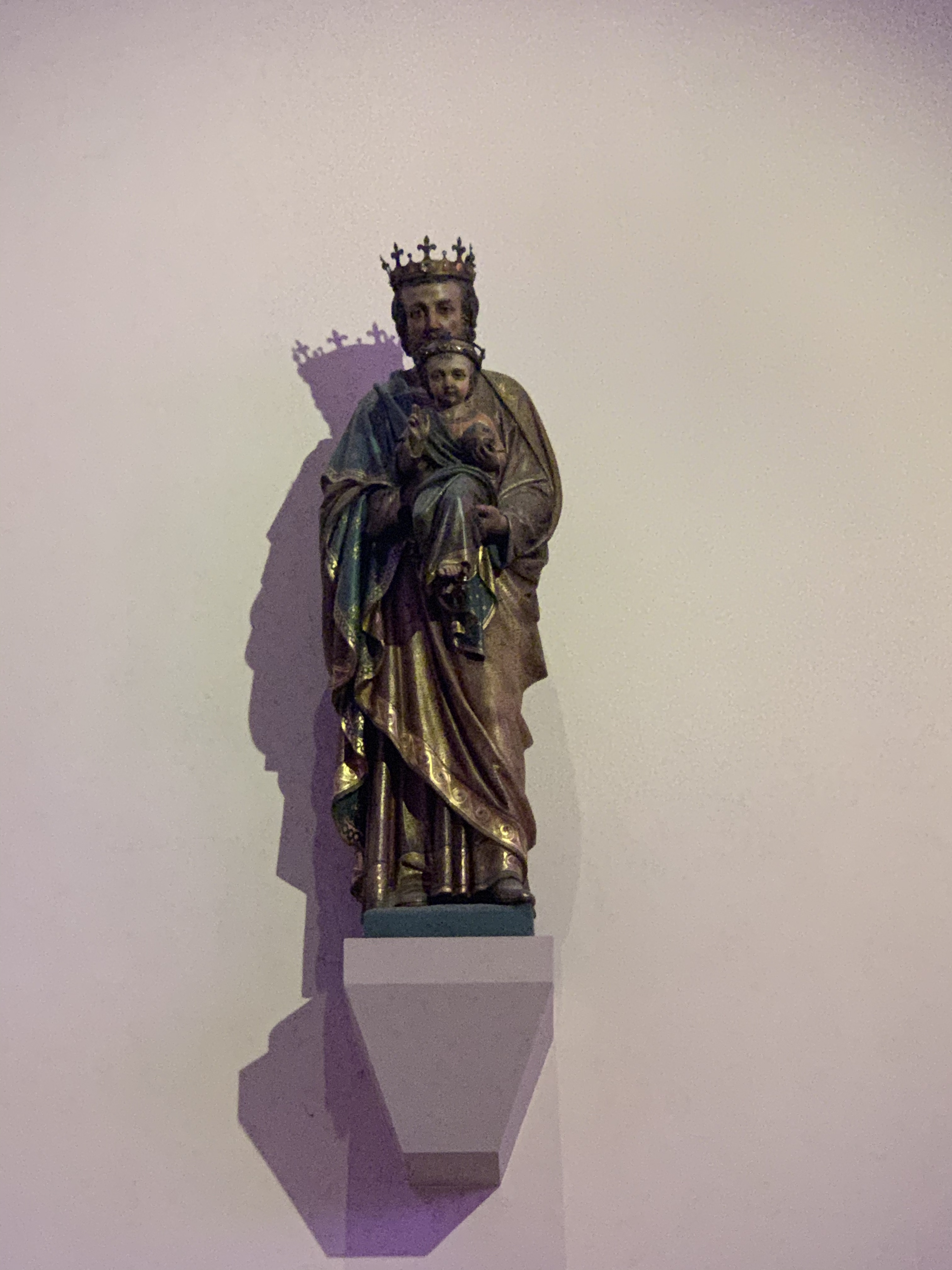
Statue de saint Joseph
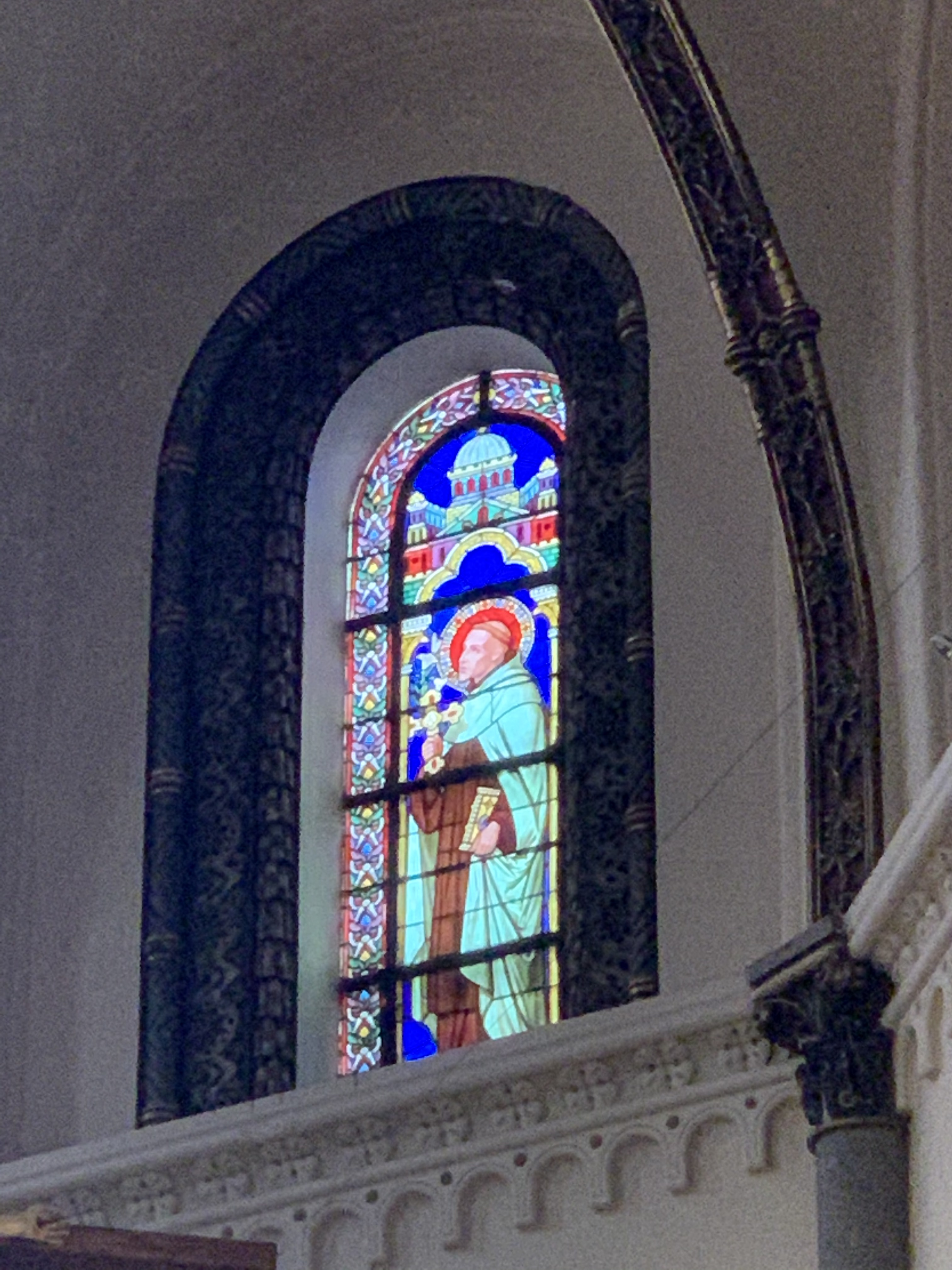
Vitrail de saint Jean de la Croix
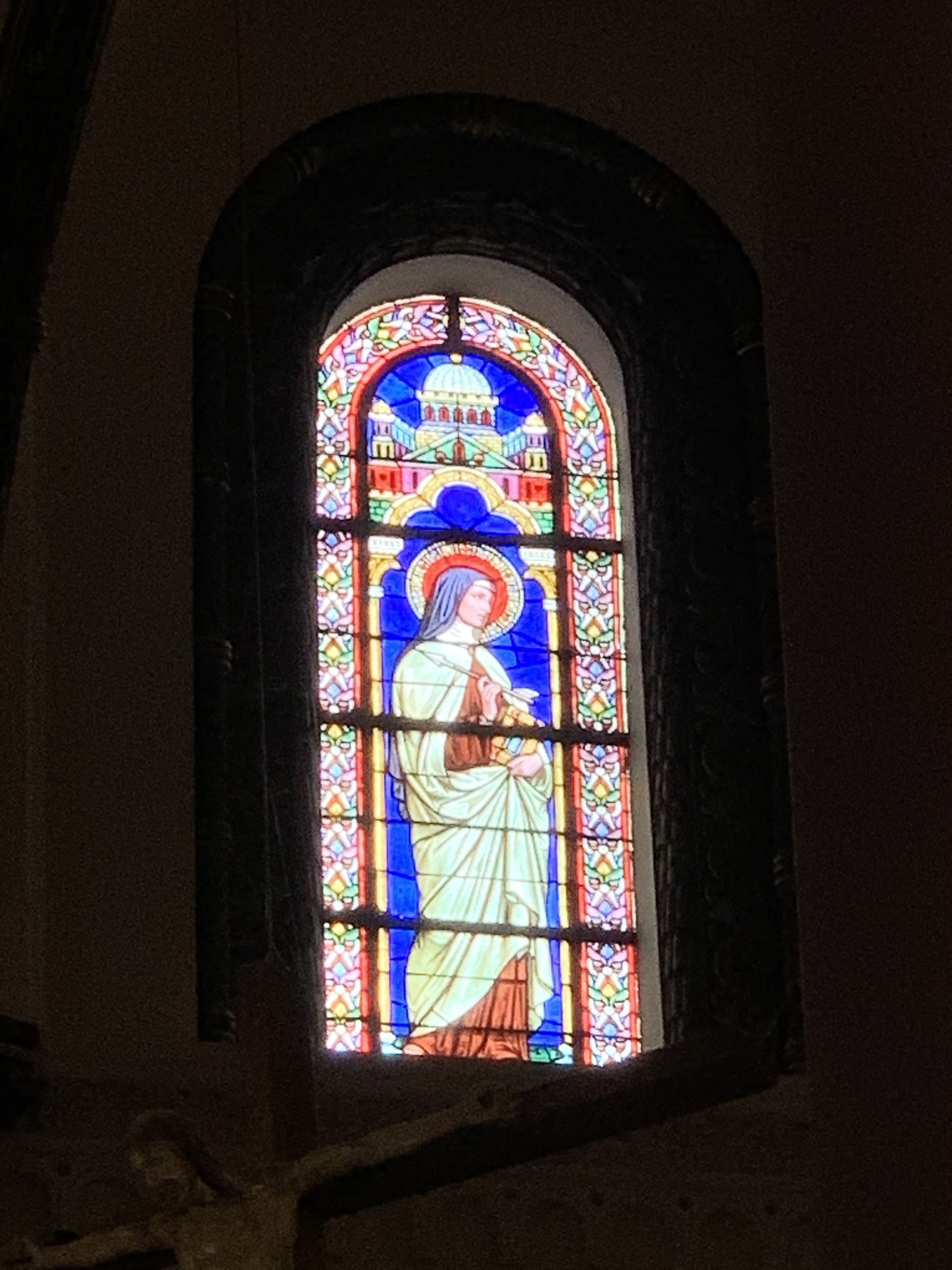
Vitrail chœur sainte Thérèse
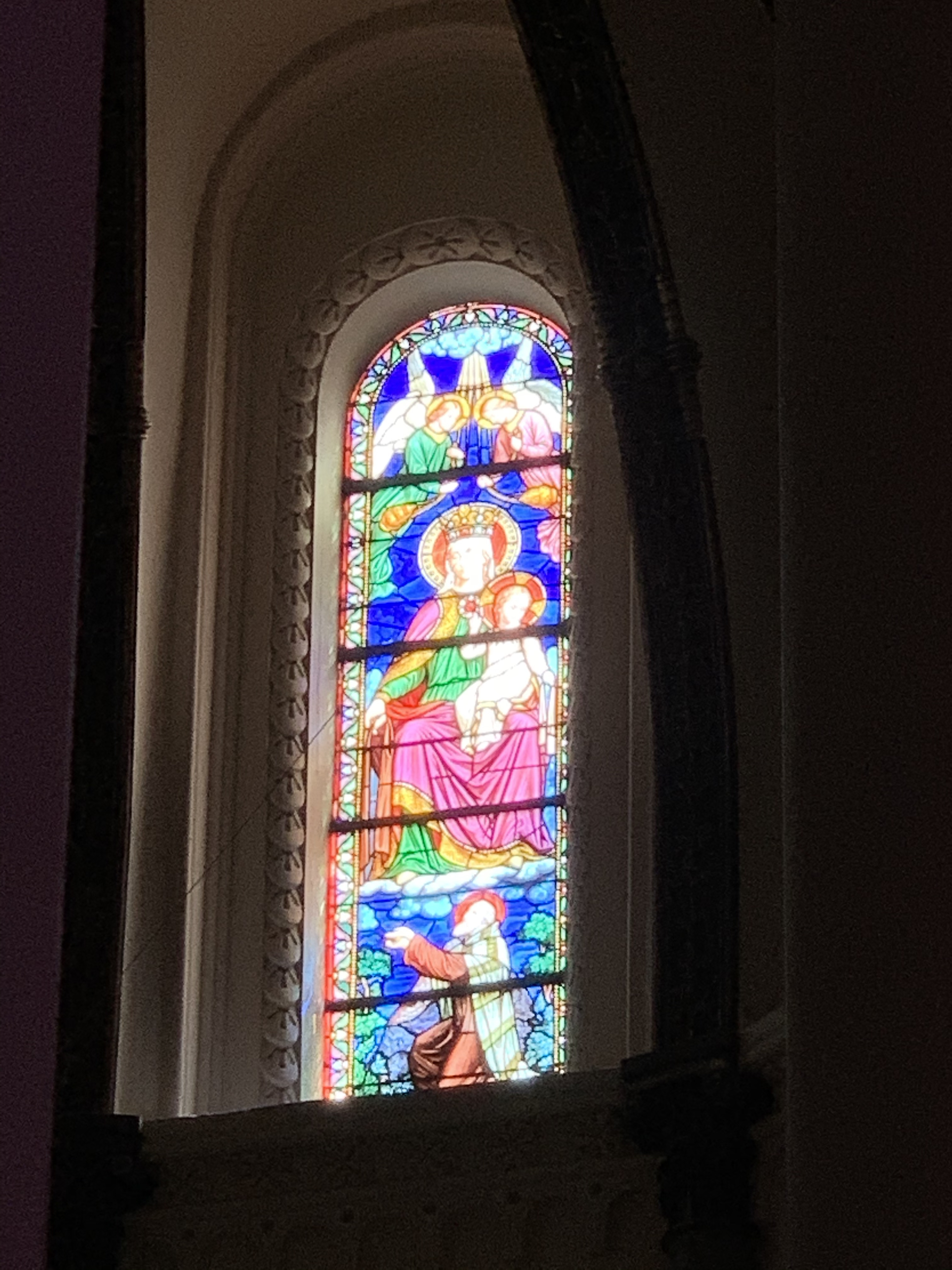
Vitrail de la Vierge donnant le scapulaire à saint Stock